# Cliffhanger
Un cliffhanger (en español: «final en suspenso») es un recurso narrativo que consiste en colocar a uno de los personajes principales (o a un grupo de ellos) de la historia en una situación extrema al final de un capítulo o parte de la historia, generando con ello una tensión psicológica en el espectador que aumenta su deseo de avanzar en la misma. El término es una expresión inglesa que puede traducirse como "quedar colgando del acantilado". Según el medio y tipo de historia, un cliffhanger puede ser simplemente una escena, una imagen, una acción dramática, o tal vez solo una frase, 
En la literatura española se encuentra un ejemplo clásico en el Quijote, entre los capítulos VIII y IX, con la siguiente apertura del capítulo IX:

Dejamos en la primera parte desta historia al valeroso vizcaíno y al famoso don Quijote con las espadas altas y desnudas, en guisa de descargar dos furibundos fendientes, tales que, si en lleno se acertaban, por lo menos se dividirían y fenderían de arriba abajo y abrirían como una granada; y que en aquel punto tan dudoso paró y quedó destroncada tan sabrosa historia, sin que nos diese noticia su autor dónde se podría hallar lo que della faltaba.

Durante el siglo XX eran usados en la literatura pulp (ediciones en rústica) y en los radiodramas, y de ahí pasaron a los seriales de cine, a los cómics y, en el último par de décadas, a la televisión e incluso a los videojuegos; es uno de los recursos más utilizados actualmente en los dos últimos, gracias a la división de estos en entregas, números o capítulos, y debido sobre todo a la importancia en estos medios de atraer al público a que siga las consecuencias por venir tras el corte dado en el argumento con este recurso. Así se logra mantener en vilo al espectador/lector/jugador hasta el desenlace de la situación. 
El fenómeno psicológico que explica por qué funciona este recurso se denomina Efecto Zeigarnik.